# Antanas Zenonas Kaminskas
Antanas Zenonas Kaminskas (* 4. August 1953 in Tauragė) ist ein litauischer Politiker, ehemaliger Wirtschaftsminister Litauens.

## Leben
Nach dem Abitur 1971 an der 1. Mittelschule Tauragė absolvierte er 1976 das Diplomstudium an der Wirtschaftsfakultät der Vilniaus universitetas und von 1976 bis 1982 arbeitete am Ministerium für Einwohnerhaushaltsbedienung, von 1982 bis 1996 am Wirtschaftsministerium Litauens als Gehilfe, Departamentsdirektor, Sekretär und Minister. Von 2002 bis 2006 war er Oberberater und Kanzler der Regierung Litauens. Ab September 2006 ist er bei AB „Lietuvos geležinkeliai“ als stellv. Generaldirektor tätig. 

## Auszeichnungen
- Portugiesischer Orden für Verdienst (Großoffizier), Portugal